# مرینا پیدوبنا
مرینا پیدوبنا (انگلیسی: Maryna Piddubna؛ زادهٔ ۷ مهٔ ۱۹۹۸) ورزشکار اهل اوکراین است.
وی در مسابقات کشوری و بین‌المللی در مجموع برندهٔ ۲ مدال طلا، ۴ مدال نقره، ۷ مدال برنز شده‌است.